# Mario Castellani
Mario Castellani (* 24. November 1906 in Rom; † 25. April 1978 ebenda) war ein italienischer Schauspieler.

## Leben
Castellani stammt aus einer Künstlerfamilie, begann aber ein technisches Studium, bevor er doch im Ensemble seines Onkels Attilio Pietromarchi als Komiker in dessen Operetteninszenierungen. Bald darauf wandte er sich der Revueszene zu, wo er in den Shows der Gebrüder Schwarz sowie der Gruppe „Za-Bum“ auftrat. Bald war er ein geschätzter Partner des Komikers Totò (den er 1927 in Mailand erstmals getroffen hatte), so in den Revuen Madama Follia und Mille e una donna 1928. Zeit seines Lebens auf der Bühne und in zahlreichen Filmen blieb er dieser Rolle verhaftet. Erst zu Beginn der 1940er Jahre wurde er jedoch offiziell so genannt; zuvor hatte er u. a. einen persönlichen Erfolg neben Anna Magnani in Quando meno te l'aspetti gefeiert. Auch eine Jahrestournee mit einer der publikumswirksamsten Revuen der Zeit, Volumeide, sowie das Stück Che ti se messi in testa ragen aus seinem Schaffen heraus. Gleich danach war er, nun wieder neben Totò und erneut der Magnani, in der ersten Bühnenpräsentation der Befreiung Roms zu sehen, Con un palmo di nasi. Nach dem Kriege verstärkte Castellani die Zusammenarbeit mit dem Starkomiker und trat auch in dessen zahlreichen Filmen, oftmals in kleinen Rollen, auf. Weitere nennenswerte Bühnenarbeiten waren die 1947 inszenierte Michele-Galdieri-Revue C'era una volta il mondo (mit Elena Giusti, Isa Barzizza und Gilda Marino). 1955/56 ear er der Hauptdarsteller in der Komödie Il malato per tutti, auch nahm er mit anderen Einaktern an der von Maner Lualdi geleiteten Compagnia delle 15 novità teil. In der Folgespielzeit war er bei Peppino De Filippo unter Vertrag und erwarb sich gute Kritiken für seine Darstellung in Le metamorfosi di un suonatore ambulante.
Neben Synchrontätigkeiten und Wirken für das Radio spielte Castellani in zahlreichen Sketchen für Fernsehshows, auch hier wieder meist neben Totò.

## Filmografie (Auswahl)
- 1945: Il ratto delle Sabine
- 1951: Räuber und Gendarm (Guardie e ladri)
- 1965: I figli del leopardo
- 1966: Ringo e Gringo contro tutti
- 1969: Fahrt zur Hölle, ihr Halunken (Gli specialisti)